# Человек в воздухе
«Человек в воздухе» — российский мультипликационный фильм по мотивам рассказа Рэя Бредбери.

## Сюжет
Вечный трагический конфликт гения и тирана, стоящего у власти. Герои фильма — изобретатель летательного аппарата и китайский император, повелевший казнить его. Император испугался возможности применения летательного аппарата в военных целях и велел придворным хранить эту тайну.

## Создатели
- Художники-мультипликаторы: Галина Зеброва, А. Возовик, Владимир Спорыхин, Семён Петецкий, Алексей Крылов
- Художники: Маина Новожилова, Т. Казмирук, Татьяна Швецова, А. Ратковская, В. Блохин
- Кинооператор — Кабул Расулов
- Звукооператор — Борис Фильчиков
- Композитор — Мария Фёдорова
- Аранжировщики — Мария и Владимир Фёдоровы
- Монтажёры — Ольга Василенко, Галина Смирнова
- Редактор — Татьяна Папорова
- Текст читает — Всеволод Ларионов
- Директор съёмочной группы — 	Бэла Ходова
- Автор сценария, кинорежиссёр, художник-постановщик — Борис Акулиничев

## Издания
Мультфильм неоднократно выпускался на DVD, в сборнике мультфильмов «Волшебные крылья» («Союзмультфильм»).